# Culoz
Culoz là một xã ở tỉnh Ain, vùng Auvergne-Rhône-Alpes thuộc miền đông nước Pháp.

## Dân số
| 1962                                            | 1968 | 1975 | 1982 | 1990 | 1999 | 2005 |
| ----------------------------------------------- | ---- | ---- | ---- | ---- | ---- | ---- |
| 2317                                            | 2412 | 2523 | 2630 | 2639 | 2622 | 2914 |
| Starting in 1962: Population without duplicates |      |      |      |      |      |      |